# Justin Townes Earle
Justin Townes Earle (Nashville, 1982. január 4. – Nashville, 2020. augusztus 20.) amerikai énekes, dalszerző.

## Pályafutása
Apja – Steve Earle – countryzenész volt. Hamar abbahagyta az iskolába járást, időnként apjával turnézott (aki kábítószerfüggő volt), aztán más dalszerzőkkel Tennessee keleti részébe költözött. Apjához hasonlóan ő is már tizenéves korától küzdött a függőséggel. 
2007-től összesen nyolc albumot adott ki. 2009-ben mint új előadó elnyerte az Americana Music Awardot, 2011-ben pedig az év dala díjat kapta meg a Harlem River Blues.
Kokain-túladagolás miatt hunyt el.

## Albumok
- 2008: The Good Life
- 2009: Midnight at the Movies
- 2010: Harlem River Blues
- 2012: Nothing's Gonna Change the Way You Feel About Me Now
- 2014: Single Mothers
- 2015: Absent Fathers
- 2017: Kids in the Street
- 2019: The Saint of Lost Causes

## Díjak
- 2009: Americana Music Award
- 2011: az év dala: Harlem River Blues